# Slovaque oriental
Le slovaque oriental ou les dialectes de la Slovaquie orientale (slovaque : východniarčina ou východoslovenské nárečia) est une langue parlée dans les régions historiques de Spiš, Šariš, Zemplín à Abov en Slovaquie orientale. Elle est considérée comme vulnérable par l'UNESCO.

## Exemple de texte
slovaque oriental (région de Šariš)
Buľi raz dvojo kmotrove, co furt vjedno chodziľi na jurmaki. Raz tiž tak išľi z jurmaku a našľi gvera. Ta znace, že ešči ftedi ľudze tak ňechirovali o gveroch, ňebulo teľo vojakoch. Išľi tak popod ľešik a naraz jeden zbačil gver a takoj ku ňemu ucekal… Ten druhi še tiž mocno zradoval, ta vžaľi totu fujaru a hutorili sebe: "Kmotre, ja budzem do ňej duc a ti budzeš prebirac". Ta začaľi vera ľudze tote dvomi hrac. Jeden kmoter pocahnul za kohucik, kuľka utrafila do druheho kmotra, co prebiral a ten še takoj prevracil umarti na žem.
Slovaque standard
Boli raz dvaja kmotrovia, ktorí stále spolu chodili na jarmoky. Raz tiež tak vyšli z jarmoku a našli pušku. To viete, že vtedy ešte ľudia tak nechyrovali o puškách, nebolo toľko vojakov. Išli tak popod lesík a jeden zazrel pušku a hneď k nej utekal. Ten druhý sa tiež silno zaradoval, tak vzali fujaru a hovorili si: „Kmotor, ja budem do nej fúkať a ty budeš preberať. Tak začali veru tí dvaja hrať. Jeden kmotor potiahol za kohútik, guľka trafila druhého kmotra, ktorý preberal, a ten sa prevrátil mŕtvy na zem.